# Блэкберн Олимпик
«Блэкбе́рн Оли́мпик» (англ. Blackburn Olympic F.C.) — английский футбольный клуб из города Блэкберн, графство Ланкашир. Просуществовав лишь чуть более десяти лет во второй половине XIX века, клуб внёс довольно существенный вклад в развитие футбола в Англии: среди клубов-победителей Кубка Англии он был первым клубом с севера страны и первым состоявшим из игроков рабочего класса. Ранее самый старый клубный турнир мира выигрывался только любительскими клубами, состоящими из выходцев из богатых слоёв общества (как правило, лондонского). Победа «Олимпика» стала поворотным пунктом в превращении футбола из забавы высшего класса в профессиональный спорт.
Клуб был образован в 1878 году и поначалу принимал участие лишь в незначительных местных соревнованиях. В 1880 году «Олимпик» впервые принял участие в Кубке Англии, а три года спустя в финале победил «Олд Итонианс». «Олимпик», однако, был не в состоянии конкурировать с богатыми клубами профессиональной лиги и в 1889 году был расформирован.
Большинство домашних матчей «Блэкберн Олимпик» проводил на стадионе «Хоул-ис-Уолл Блэкберн», названном так в честь прилегающего паба. С 1880 года игроки выступали в голубых футболках и белых трусах.

## История

### Формирование и ранние годы
Современный футбол появился на юге Англии в 1860-х годах, в него тогда играли, в основном, команды, состоявшие из представителей высших слоёв общества: выпускники элитных частных школ и университетов Оксфорда и Кембриджа. Однако в следующем десятилетии игра распространилась и на промышленные города севера. В Блэкберне в 1877 году было более десятка активных футбольных клубов. «Блэкберн Роверс», основанный в 1875 году, обычно считается среди них ведущим .
«Блэкберн Олимпик» был основан в феврале 1878 года, когда команды «Блэк Стар» и «Джеймс-стрит» решили объединиться. Название было выбрано Джеймсом Эдмондсоном, вероятно, под впечатлением от последних известий о раскопках в Греции, связанных с Олимпийскими играми. Первый матч новый клуб сыграл 9 февраля 1878 года и победил со счётом 2:0 команду «Сант-Джонс». В апреле клуб принял участие в своём первом турнире, Livesey United Cup, и выиграл его, обыграв в финале команду «Сант-Маркс»; а так как этот турнир более не проводился, трофей остался у клуба навечно. В последующие два сезона клуб играл товарищеские матчи и принимал участие в Blackburn Association Challenge Cup — турнире на выбывание для городских команд, проводимом городской футбольной организацией; «Олимпик» выиграл этот кубок в 1879 и 1880 годах. Затем этот турнир прекратился, так как Блэкбернская ассоциация стала частью большей Футбольной ассоциации графства Ланкашир.
В 1880 году администрация решила, что клубу следует принимать участие в более значительных соревнованиях, и «Олимпик» дебютировал в Большом кубке Ланкашира и Кубке Англии. В первом для клуба матче Кубка Англии «светло-синие» потерпели поражение 5:4 от «Шеффилда», в следующем сезоне команда вновь проиграла в первом раунде Кубка Англии, на сей раз клубу «Дарвен».

### Период подъёма
В Кубке Англии 1882/83 «Олимпик» победил ланкаширские клубы «Аккрингтон», «Ловер Дарвен», «Дарвен Рамблерс» и «Черч». В пятом круге соревнования «светло-синие» обыграли валлийскую команду «Друидс» из Руабона со счётом 4:1. В полуфинале «Олимпик» победил клуб «Олд Картусианс» из Южной Англии со счётом 4:0 на нейтральном стадионе в Манчестере. В финале ему предстояло сыграть с «Олд Итонианс». До этого «Итонианс» победил конкурентов «Олимпика» — «Блэкберн Роверс» — в финале кубка годом ранее.
Перед финалом бывший игрок сборной Англии Джек Хантер, который с 1882 года выполнял в клубе роли и игрока, и тренера, предложил отправить команду в Блэкпул для специальной подготовки на несколько дней. Подобные действия никогда ранее клубом не предпринимались, поэтому предложение было сочтено весьма новаторским.
«Итонианс» открыли счёт в финале, когда Гарри Гудхарт забил гол в первом тайме, однако во второй половине Артур Мэтью сравнял счёт. Вскоре после этого Артур Данн получил травму и был вынужден покинуть поле, а так как замены тогда не разрешались, «Итонианс» остались в меньшинстве до конца матча. Основное время закончилось вничью. Согласно регламенту Кубка Англии, дополнительные тридцать минут могли играться в случае ничьей по усмотрению судьи. Пылкое настроение болельщиков побудило капитанов продолжить игру, и они попросили об этом рефери. Примерно на 20-й минуте дополнительного времени Джимми Костли забил гол, получив пас от Джона Йетса.
После возвращения команды в Блэкберн игроки приняли участие в праздничном параде и торжественном собрании, на котором, по некоторым сообщениям, капитан команды Альберт Уорбертон провозгласил: «Сердечно приветствуем Кубок в Ланкашире. Ему у нас будет хорошо, и он никогда не вернётся в Лондон» («The Cup is very welcome to Lancashire. It’ll have a good home and it’ll never go back to London»).
Однако, на юге победа «Олимпика» над одним из крупных любительских клубов вызвала ужас. В то время Футбольная ассоциация Англии, руководящий спортивный орган, запрещала выплачивать зарплату игрокам. Несмотря на это, рабочие клубы, особенно те, которые были основаны в Ланкашире, подозревались в выплатах денег игрокам, по крайней мере, ещё с 1876 года. В свете громких побед «Олимпика», журналисты и должностные лица, связанные с южными любительскими клубами, стали призывать ассоциацию исследовать финансы северных клубов. В первую очередь, обсуждались случаи, когда игрок переезжал из одного города в другой, казалось бы, с одной целью — играть в футбол за новую команду. К примеру, чтобы присоединиться к «Олимпику» Джек Хантер переехал из Шеффилда. В конечном итоге, в отношении «Олимпика» не было принято никаких мер, хотя были наказаны другие клубы, в том числе, «Престон Норт Энд», который был исключён из розыгрыша кубка Англии.

### Упадок и крах
В следующем сезоне клуб снова дошёл до полуфинала кубка Англии, как и «Блэкберн Роверс». В результате жеребьёвки в одном матче, на глазах у 16 000 болельщиков сошлись «Куинз Парк» и «Олимпик», а в другом «Роверс» и «Ноттс Каунти». В итоге «Олимпик» проиграл 4:0 своим шотландским оппонентам. Клуб подал апелляцию в Футбольную ассоциацию на основании того, что им помешали выбегающие на поле зрители, но результат остался прежним. «Роверс», выигравший «Ноттс Каунти», впоследствии обыграл «Куинз Парк» в финале.
Клуб никогда больше не сумел достигнуть такого успеха. В сезоне 1884/85 «Олимпик» проиграл во втором раунде кубка Англии своим соседям «Роверс», которые утвердили своё положение ведущей команды города.
Угроза раскола севера и юга была предотвращена в 1885 году, когда Ассоциация решила легализовать профессионализм. «Олимпику» было трудно конкурировать за зрителей и спонсоров с более успешной командой «Роверс». В 1886 году комитет клуба был вынужден сократить зарплаты игроков на четверть от того, что предлагал «Престон Норт Энд». В связи с этим многие ключевые игроки ушли из команды и быстро подписали контракты с богатыми клубами.
Футбольная лига была сформирована в 1888 году. Сразу же было введено правило, что к ней может присоединиться только один клуб из каждого города или пригорода. Из Блэкберна был выбран «Роверс». Часть не приглашённых в лигу клубов, в том числе «Олимпик», сформировали альтернативную лигу — Комбинацию. Однако соревнования в ней были плохо организованы, в них приняли участие только несколько клубов, и до конца сезона эта лига распалась.
В начале 1889 года руководство клуба объявило, что, по причине больших задолженностей, все контракты с профессиональными игроками будут расторгнуты немедленно, и что клуб будет в дальнейшем использовать только игроков-любителей. Эта отчаянная мера была принята слишком поздно и не могла спасти клуб, который закрылся в сентябре 1889 года. Последним матчем «Блэкберн Олимпик» стала игра с «Эвертоном», завершившаяся поражением клуба.

## Игроки
| Хакинг Уорд Уорбертон Хантер Гибсон Астли Йейтс Дьюхерст Костли Мэттьюз Уилсон |
| Приблизительная стартовая расстановка игроков.                                 |

Состав, который в 1883 году выиграл Кубок Англии, полностью состоял из родившихся в Англии игроков.
Джеймс Уорд был единственным игроком, который играл за сборную, когда ещё был в составе клуба, — он сыграл свой единственный матч со сборной Уэльса.

## Клубные цвета
В начале существования клуба игроки обычно носили жёлтые футболки, и правила, касающиеся футбольной формы, тогда были менее жёсткими. Поэтому полузащитник Томми Гибсон настоял на ношении, якобы везучих, янтарных футболок. Когда клуб впервые получил право выступать в Кубке Англии в 1880 году, и по правилам все игроки в команде должны были носить форму одинакового цвета, было выбрано сочетание светло-голубых футболок и белых шорт. Когда произошло совпадение цветов с противниками, были выбраны тёмно-синие футболки и белые шорты.

## Должностные лица
В XIX веке не было понятия «тренер», но некоторые современные источники называют главным тренером клуба Джека Хантера. Основной деятельностью Хантера было обучение игроков, а в последние годы клуба он также возглавил поиск и подписание контрактов с перспективными игроками-любителями. Сидней Йетс занимал должность президента, а его брат Фред — пост председателя комитета клуба. Большинство административных решений клуба принималось секретарём, Биллом Брамхэмом.

## Стадион
Первый матч «Олимпика» состоялся на поле, принадлежавшем блэкбернскому клубу крикета, расположенному в сельской местности. В течение первых полутора лет существования, «Олимпик» проводил домашние игры в различных местах Блэкберна, в том числе «Роу Ли» и «Коб Уолл». В 1879 году комитет клуба арендовал «Хоул-ис-Уолл Блэкберн». Это место ранее использовалось другим клубом — «Куинз Оун», но теперь было свободно, так как команда была расформирована, а большинство игроков присоединились к «Олимпику».
Максимальное количество болельщиков было зафиксировано в ноябре 1884 года в матче с командой «Престон Норт Энд» — 10 000 человек, но обычно матчи «Олимпика» посещали от 1000 до 2000 зрителей.

## Достижения
Клуб выиграл следующие трофеи:
- Кубок Англии по футболу — 1883
- East Lancashire Charity Cup — 1882
- Blackburn Association Challenge Cup — 1879, 1880
- Livesey United Cup — 1878

Единственным соревнованием, в котором клуб участвовал, но не победил, был Большой кубок Ланкашира.

## Дерби
Главным соперником в Блэкберне для «Олимпика» был «Блэкберн Роверс». Первый матч между двумя этими клубами состоялся в феврале 1879 года, тогда «Олимпик» выиграл 3:1. Клубы играли друг с другом около сорока раз, но «Олимпик» выиграл только шесть из них. В заключительном матче в феврале 1889 года «Роверс» выиграл 6:1.